# Thomas Bailey Aldrich
Thomas Bailey Aldrich (Portsmouth, Nova Hampshire, 11 de novembro de 1836 — Boston, 19 de março de 1907) foi um escritor, poeta, crítico e editor estadunidense. Ele é notável por sua editora de The Atlantic Monthly, durante a qual publicou escritores, incluindo Charles W. Chesnutt. Ele também era conhecido por seu livro semi-autobiográfico The Story of a Bad Boy, que estabeleceu o subgênero "livro do bad boy" na literatura americana do século XIX, e por sua poesia.
Sepultado no Mount Auburn Cemetery.